# サンダー杉山
サンダー杉山（サンダーすぎやま / Thunder Sugiyama、本名：杉山 恒治 / すぎやま つねはる、1940年7月23日 - 2002年11月22日）は、日本のプロレスラー、アマチュアレスリング選手である。
新潟県糸魚川市出身。明治大学農学部農業経済学科卒業。第2代IWA世界ヘビー級王者、第3代第7代IWA世界タッグ王者。レスリングで1964年東京オリンピックに出場後、プロレスラーに転向。現役引退後はタレント活動の他、実業家としても成功した。一般社団法人映像コンテンツ権利処理機構では、連絡先を求めている。

## 来歴
東海高校から同志社大学に入学して柔道部に所属していたが、1年の終わりに部を辞めている。他大学の柔道部にコーチ兼学部の特待生としてしばらく所属した後に、2年の進級時に明治大学農学部農業経済学科に編入学し、レスリング部に所属した。入部10日後に開催されたローマオリンピック最終予選でいきなり優勝を飾るが、経験不足を理由にオリンピック出場はならなかった。その後、ヘビー級の選手として全日本学生、全日本選手権を制覇し、1964年の東京オリンピックに出場。グレコローマン・ヘビー級で3回戦まで進んでいる。翌1965年、レスリングのエリートとして日本プロレスに入団、同じくレスリング出身の斎藤昌典、ラグビー出身の草津正武と共に「三羽烏」と称された。
1966年3月4日に本間和夫戦でプロデビューを果たしたが、新団体の国際プロレス旗揚げに参加するため、同年の夏にグレート草津と共に移籍。国際プロレス設立時の役員には父の正勝も名を連ねていた。その後、海外武者修行のために渡米し、「トーキョー・ジョー」のリングネームでヒールとして北米を転戦。ザ・シークが主宰していたNWAデトロイト地区では、ボボ・ブラジル、アーニー・ラッド、ビル・ミラー、マイティ・イゴール、フレッド・カリー、ビリー・レッド・ライオン、マーク・ルーイン、ドン・レオ・ジョナサン、ケンタッキー・ブッチャーなどと対戦した。来日前のアブドーラ・ザ・ブッチャー（グレート・アマラ）ともコンビを組み、親交を結んでいる。1967年9月から10月にかけてはテキサスのアマリロ地区にも参戦しており、ドリー・ファンク・シニア、ドリー・ファンク・ジュニア、テリー・ファンク、ホセ・ロザリオ、リッキー・ロメロらと対戦。10月4日にはラボックにおいて、ファンク・シニアの保持していたNWA北米ヘビー級王座に挑戦した。
帰国後の1968年2月14日、豊登のパートナーとなってファビュラス・カンガルーズ（アル・コステロ&ドン・ケント）を破り、TWWA世界タッグ王座を獲得。以降、ビル・ロビンソン&トニー・チャールズ、ジ・アウトロー&スカイ・ハイ・リー、ジョージ・ゴーディエンコ&ジョン・ダ・シルバ、ゴーディエンコ&ピーター・メイビアなどのチームの挑戦を退けた。1970年2月3日には草津とのコンビでモンスター・ロシモフ&マイケル・ネイダーからIWA世界タッグ王座を奪取。11月19日にラリー・ヘニング&ボブ・ウインダムに敗れるも、12月12日に草津とのコンビで王座奪回。以降、草津の海外遠征に伴う返上まで4回防衛した。
1970年5月19日、リングアウト勝ちながらビル・ロビンソンを破り、日本人として初めてIWA世界ヘビー級王座を獲得、第2代王者となる。以降、1971年3月4日にビル・ミラーに敗れるまで、ドクター・デス、エドワード・カーペンティア、ジャック・デ・ラサルテス、ブルー・デモン、ヘニング、マッドドッグ・バションらを相手に防衛戦を行い、国際プロレスの看板選手として活躍した。1971年4月20日には国際プロレス所属選手では2人目となる金網デスマッチに挑戦し（対ドクター・デス）、同年9月23日にはラッシャー木村を新パートナーに、レッド・バスチェン&ビル・ハワードを破ってIWA世界タッグ王座を再度獲得。以降、木村の海外遠征に伴う返上まで、ダニー・リンチ&バロン・フォン・ラシク、ジェリー・ブラウン&バディ・ロバーツ、ダン・ミラー&カーティス・イヤウケア、ロシモフ&イワン・バイテンなどを挑戦者チームに7回の防衛に成功した。
その間にも『8時だョ!全員集合』など、国際プロレス中継の放映局であったTBSの番組にゲスト出演した。
1972年9月20日付けで全日本プロレスに円満移籍する。入団直後のジャンボ鶴田は、杉山に食事へ頻繁に連れて行って貰うなど、よく可愛がられていた。しかし、自身の扱いを巡って社長のジャイアント馬場と揉めて1976年3月末付で全日本を離脱し、フリー宣言をする。1976年と1977年に古巣の国際に特別参戦。1976年には上田馬之助と共闘し、同年7月7日に上田と組んで草津&マイティ井上が保持するIWA世界タッグ王座に挑戦したが敗退。1977年にはIWA世界タッグ王座争奪戦である「IWAワールド・タッグ・トーナメント」に剛竜馬と組んで出場したが2回戦敗退。1978年にはヒロ・マツダを総帥とする「狼軍団」の一員として新日本プロレスにも参戦し、プレ日本選手権に出場した。
なおプレ日本選手権の時点で事業が成功していた杉山は、無理に事業でのイメージに関わる負けブックを飲んでまでリングに上がる必要が無いため「勝ちの予定でないと、リングには上がらない」という約束でプロレスを続けていた。ところがブッカーの山本小鉄が、その約束を反故にしてプレ日本選手権を予選落ちするブックを押し付けたため山本と喧嘩になり、先に手を出した山本を叩きのめしたという逸話を残した。
フリー宣言後は『おはよう!こどもショー』に出演するなどタレント活動の後、名古屋で「サンダー杉山コーポレーション」（のちの「サンダー杉山ベンディングサービス」）を創立し、飲食業や自動販売機設置などの経営者として実業界でも大成功した。また、全日本プロレスは名古屋興行の際に選手の宿舎として、杉山が経営するホテルを利用していた時期もある。
しかし現役時代から患っていた持病の糖尿病が悪化し、肝臓病や胃癌も併発。入退院を繰り返すようになり、右手首と両足の切断にも追い込まれた。しかし病室からメールで業務指示を出し、ビジネスへの情熱は最後まで衰えることはなかった。2002年11月22日、心不全により62歳で死去。
丸っこい体格から繰り出す雷電ドロップの印象が強く、パワフルでユーモラスなファイトスタイルと捉えられることが多いが、アマチュア時代に鍛えた素地は非常に高いレベルにあったといわれ、ロビンソンは彼が対戦した日本人レスラーの中で、杉山をアントニオ猪木に次ぐ実力者としている。また、1968年にはルー・テーズのTWWA世界ヘビー級王座に挑戦し一本取っているが、テーズは「杉山のテクニックには光るものがあった」「基礎のできたグッド・レスラー」と評価している。125 kgから130 kgの肥満型の体型でありながら動きはよく、ドロップキックやフライング・ヘッドシザース（ヘッドシザーズ・ホイップ）なども器用にこなした。また、マツダに次ぐ日本人としては2人目のジャーマン・スープレックス・ホールドの使い手だった。

## 得意技
- 雷電ドロップ
- ジャーマン・スープレックス・ホールド
- ソバット
- 巻き込み

## 獲得タイトル
- IWA世界ヘビー級王座：1回[10]
- IWA世界タッグ王座：2回（w / グレート草津、ラッシャー木村）[8]
- TWWA世界タッグ王座：2回（w / 豊登、ラッシャー木村）[6][19]
- ヨーロッパ・タッグ王座：1回（w / グレート草津）

## 出演映画
- 喜劇 駅前大学
- 喜劇 駅前弁天
- 女必殺五段拳
- 宇宙からのメッセージ　(東映) ビッグサム役
- 刑事物語 くろしおの詩
- 皇帝密使
- 猟色（日活）
- ハリマオ

## 出演番組
- おはよう!こどもショー（日本テレビ）
- 底ぬけ脱線ゲーム（日本テレビ）
- 8時だョ!全員集合（TBS）
- 寺内貫太郎一家 第22話（1974年、TBS）- マッサージ師
- ハテナゲーム（NHK総合）
- 特命刑事 ザ・コップ （朝日放送・松竹芸能） - 組織の用心棒兼殺し屋
- 事件記者チャボ! 第1話「チャボが大騒ぎでやってきた」（1983年） - 山本
- 火曜サスペンス劇場・大都会の死角（1983年、日本テレビ）
- 新・大江戸捜査網 第3話（通算第643話）「からくり極悪絵図」（1984年） - 巨漢
- 武蔵坊弁慶
- 誇りの報酬 第25話「あの美女は誰だ?!」（1986年） - 強盗団一味
- 腕におぼえあり2（1992年、NHK） - 熊ヶ嶽
- 大河ドラマ「秀吉」（NHK） - 穴山梅雪